# Guido Gezelle
Guido Gezelle fue un poeta belga en neerlandés nacido en Brujas el 1 de mayo de 1830 y muerto en la misma ciudad el 27 de noviembre de 1899.

## Biografía
Se hizo sacerdote en 1854 y fue profesor y cura en Roeselare. Estuvo muy involucrado en política y su apoyo al proletariado le supuso problemas con algunos sectores de la Iglesia. Su poesía se inspira en la naturaleza y la religión y participó activamente en el movimiento de separación del flamenco como lengua distinta al neerlandés; era partidario de usar la lengua más autóctona y dialectal frente a los modelos de los Países Bajos. Canta franciscanamente la amistad, la fe y la soledad; su obra maestra y más intraducible es tal vez su poema "Cuando el alma escucha", y se volvieron clásicos sus libros Guirnalda del tiempo (1893) y Collar de rimas (1897).

## Obra
- Kerkhofblommen (1858)
- Vlaemsche Dichtoefeningen (1858)
- Kleengedichtjes (1860)
- Gedichten, Gezangen en Gebeden (1862)
- Tijdkrans (1893)
- Rijmsnoer (1897)
- Laatste Verzen (1901)